# 文室大市
文室 大市（ふんや の おおち）は、奈良時代の皇族・公卿。始め大市王を名乗るが、文室真人姓を賜与され臣籍降下。名は邑知・邑珍とも記される。天武天皇の孫。一品・長皇子の七男。官位は正二位・大納言。

## 経歴
天平11年（739年）無位から従四位下に直叙され、聖武朝において刑部卿・内匠頭を歴任する。
孝謙朝に入り、天平勝宝3年（751年）従四位上に叙せられる。翌天平勝宝4年（752年）兄・浄三と共に文室真人姓を賜与され、臣籍降下した。天平勝宝6年（754年）大蔵卿、天平宝字元年（757年）正四位下・弾正尹、天平宝字3年（759年）節部卿に叙任。天平宝字5年（761年）には故・光明皇太后の一周忌御斎会の供奉の功労により正四位上に昇叙された。
天平宝字8年（764年）藤原仲麻呂の乱の直後に民部卿に任ぜられる。天平神護元年（765年）正月に従三位に叙せられて公卿に列し、翌天平神護2年（766年）参議に任ぜられた。
神護景雲4年（770年）8月の称徳天皇崩御に際して御装束司を務める。称徳天皇崩御後の皇嗣選定にあたり、右大臣・吉備真備によって兄・浄三に次いで候補者に推されるが、藤原氏に推戴された白壁王（のち光仁天皇）に敗れたともされる。同年10月の光仁天皇即位に伴い正三位・中納言、翌宝亀2年（771年）には左大臣・藤原永手の薨去と右大臣・吉備真備の致仕により従二位・大納言へと、光仁朝初頭に急速に昇進を果たした。
宝亀3年（771年）より老齢を理由に致仕を願い出ていたが、宝亀5年（774年）7月に許されて大納言の官職を辞任し、11月正二位に叙せられた。宝亀11年（780年）11月28日薨去。享年77。最終官位は前大納言正二位。
天平勝宝年間以降、皇族や臣籍降下した子孫で罪を得る者が多かったが、大市は剃髪して僧となることで自らの身を全うしたという。

## 官歴
『続日本紀』による。
- 天平11年（739年） 正月13日：従四位下（直叙）
- 天平15年（743年） 6月30日：刑部卿
- 天平18年（746年） 4月11日：内匠頭
- 天平20年（748年） 4月22日：御装束司（元正上皇崩御）
- 天平勝宝3年（751年） 正月25日：従四位上
- 天平勝宝4年（752年） 9月22日：臣籍降下（文室真人）
- 天平勝宝6年（754年） 7月20日：造山司（藤原宮子崩御）。9月4日：大蔵卿
- 天平宝字元年（757年） 5月20日：正四位下。6月16日：弾正尹
- 天平宝字3年（759年） 11月5日：節部卿
- 天平宝字5年（761年） 6月26日：正四位上。10月1日：出雲守
- 天平宝字8年（764年） 9月25日：民部卿
- 天平神護元年（765年） 正月7日：従三位
- 天平神護2年（766年） 7月22日：参議
- 神護景雲2年（768年） 10月24日：賜与綿4000屯
- 神護景雲4年（770年） 8月4日：御装束司（称徳天皇崩御）。10月1日：正三位、中納言
- 宝亀2年（771年） 3月13日：大納言。7月23日：弾正尹。10月27日：従二位。12月6日：兼治部卿
- 宝亀5年（774年） 3月5日：兼中務卿。7月11日：致仕。11月9日：正二位

## 系譜
- 父：長皇子[4]
- 母：不詳
- 妻：錦部針魚女[5]
- 生母不明の子女
  - 男子：長島王[6]
  - 男子：文室高島[7]
  - 男子：文室波多麻呂[7]（?-810）
  - 男子：文室真老[7]
  - 男子：文室久賀麻呂[7]
  - 男子：文室八島[7]